# Olimpiada Solidarności
Olimpiada Solidarności. Dwie dekady historii 1970–1990 – ogólnopolska olimpiada szkolna organizowana przez Fundację Centrum Solidarności. W konkursie mogą brać udział uczniowie klas drugich liceów ogólnokształcących oraz uczniowie klas trzecich techników. Na zwycięzców czekają indeksy uniwersyteckie, stypendia i nagrody rzeczowe. Partnerem olimpiady jest Instytut Pamięci Narodowej.

## Historia
Pierwsza edycja konkursu miała miejsce w roku szkolnym 2012/2013, a kolejna w roku szkolnym 2014/2015
W roku szkolnym 2022/2023 odbywa się IX edycja Olimpiady Solidarności.

## Cele
Celem olimpiady jest:
- poszerzanie horyzontów wiedzy z zakresu historii Polski,
- edukowanie społeczeństwa i uczestników na temat „Solidarności”,
- poznanie miejsc związanych z „Solidarnością”.

## Etapy
Olimpiada Solidarności składa się z trzech etapów:
- etap szkolny,
- etap wojewódzki,
- etap centralny.

Etap szkolny i wojewódzki mają charakter rywalizacji indywidualnej, a etap ogólnopolski rywalizacji drużynowej. W etapie ogólnopolskim rywalizuje 16 drużyn wojewódzkich. W skład zespołu wojewódzkiego wchodzi trzech laureatów II etapu olimpiady. Pomiędzy drugim a trzecim etapem odbywa się wizyta studyjna w Gdańsku. Podczas wizyty uczniowie poznają miejsca związane z historią tego okresu oraz biorą udział w warsztatach z autoprezentacji, wystąpień publicznych, filmu, dziennikarstwa i kreatywności. Celem wizyty studyjnej jest przekazanie uczniom wiedzy i umiejętności, które pozwolą im jak najlepiej przygotować się do stworzenia prezentacji finałowych. 